# Орден «Верность Родине»
Орден «Верность Родине» (рум. Ordinul „Credință Patriei”) — государственная награда Республики Молдова. Имеет три степени. Учреждён 28 июля 2004.

## Положение об ордене
Орден «Верность Родине» имеет три степени.
Орденом награждаются за отличную организацию военной, пограничной и внутренней службы, обеспечение обороноспособности и госбезопасности, укрепление законности и охраны общественного порядка.
При награждении учитывается выслуга лет: не менее 15 лет — для награждения орденом «Credinta Patriei» I степени; не менее 10 лет — для награждения орденом «Credinta Patriei» II степени; не менее 5 лет — для награждения орденом «Credinta Patriei» III степени.

## Описание знака ордена
Знак ордена изготавливается из томпака и представляет собой выпуклую восьмиконечную звезду, образованную пучками расходящихся лучей. Между лучами два накладных скрещенных меча острием вниз и четыре коротких луча. В середине ордена в ободке расположен красный эмалевый круг. В центре круга находится окантованный позолоченным контуром щит синего цвета, на котором накладное позолоченное изображение Государственного герба Республики Молдова. В верхней части ободка, покрытой белой эмалью, рельефная надпись золотистыми буквами «Credinţă Patriei». Нижняя часть ободка окаймлена венком из двух посеребренных дубовых ветвей.
В ордене I степени расходящиеся лучи позолоченные, мечи и короткие лучи — посеребренные.
В ордене II степени расходящиеся лучи посеребренные, мечи и короткие лучи — позолоченные.
В ордене III степени расходящиеся лучи тонированные, мечи и короткие лучи — посеребренные.
Диаметр ордена — 45 мм. На оборотной стороне ордена имеется булавка для крепления ордена к одежде.